# Dekzandrug

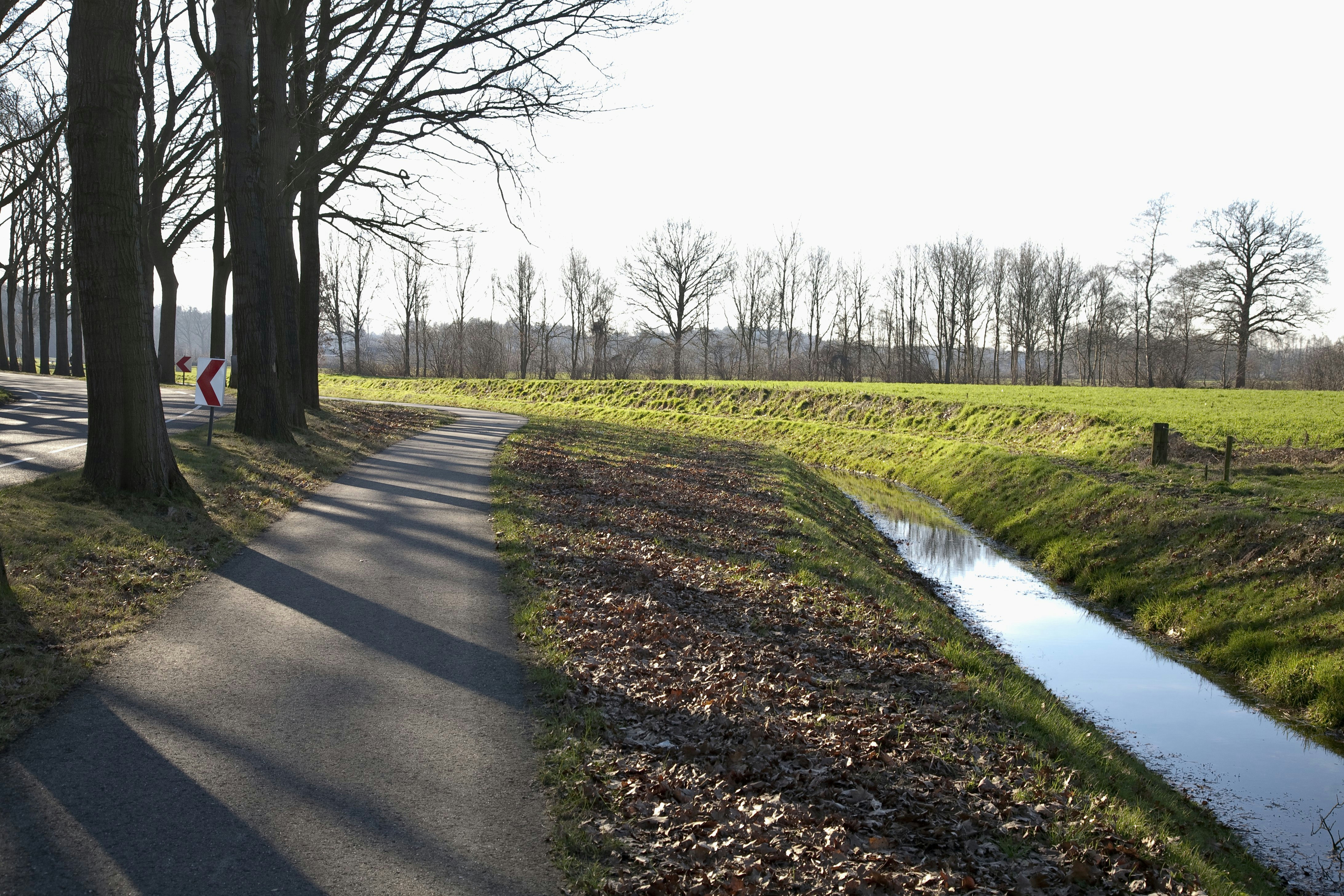
Doorsneden dekzandrug bij Lettele in Overijssel

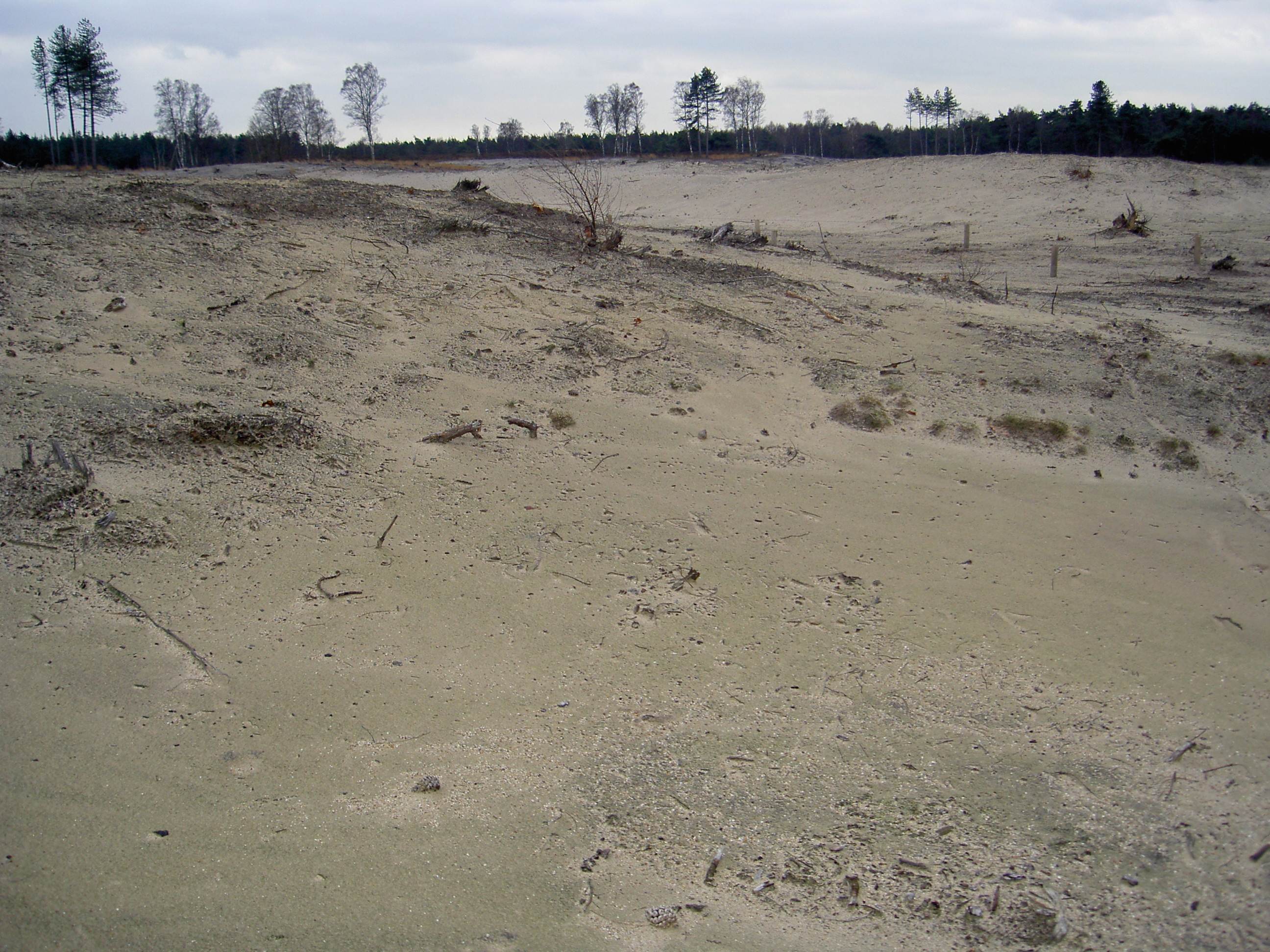
Verstuivende dekzandrug

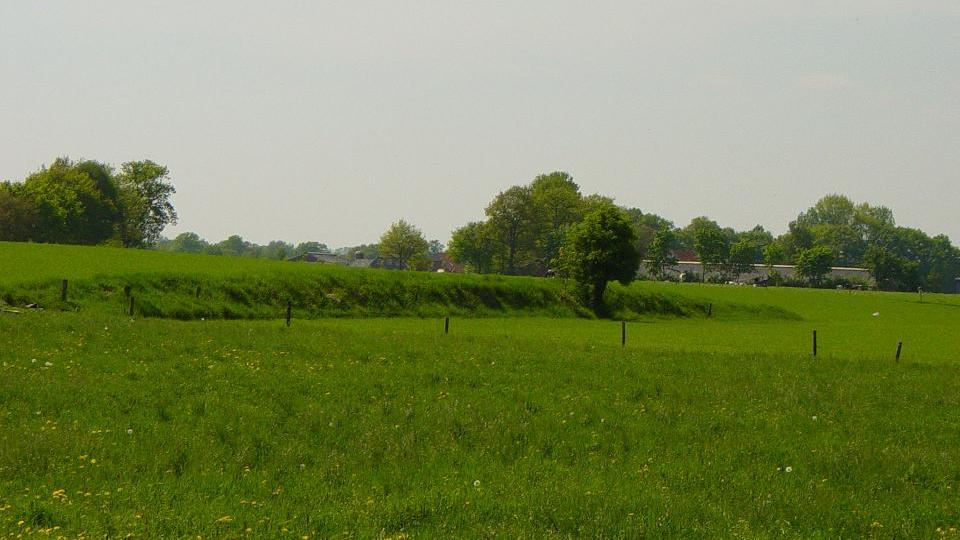
Dekzandrug bij Halle in de Gelderland

Een dekzandrug is een opgestoven hoogte van dekzand. Het merendeel van deze hoogtes is ontstaan in de laatste ijstijd, het Weichselien. Als de hoogte nog wat verstoven is aan het einde van de laatste ijstijd, wordt gesproken van jong dekzand; anders wordt hij oud dekzand genoemd. Een gordeldekzandrug is een formatie dekzand die rondom een stuwwal ligt. Wanneer dekzand in de historische periode (veelal in de middeleeuwen) is verstoven, noemt men het stuifzand.

## Vorming in de ijstijd
Het wijdverspreid voorkomen van dekzand in Nederland, Duitsland en de bodem van de Noordzee hangt samen met het klimaat en de hydrologie in de laatste ijstijd. Met de schrale begroeiing in de laatste ijstijd was het landschap een poolwoestijn of toendra. De afwatering van het vele sneeuwsmeltwater was in de lente slecht door de permafrost, de bevroren ondergrond, en in beken en riviertjes ontstonden grote zandbanken. Krachtige winden woeien over de met zee-ijs bedekte noordelijke Atlantische Oceaan en de Schotse en Fennoscandinavische ijskappen en over het omringende laagland.
Dekzandruggen zijn langgerekt; kilometerslang en honderden meters breed. Het dekzand reikt er tot enkele meters hoger dan de omgeving. Vaak zijn (aaneengeschakelde) paraboolvormen binnen de dekzandrug te herkennen, die vaak min of meer de overheersende wind uit de tijd van hun vorming volgen. In Nederland was dit veelal wind uit noordwestelijke en zuidwestelijke richtingen. Met het zachtere klimaat aan het begin van het Holoceen kwam er meer en hogere plantengroei, waardoor het dekzand niet langer verwoei en het gegeselde landschap van de ijstijd vastgelegd werd.

## Begroeiing en bewoning na de ijstijd
De dekzanden zijn vrij kalkarm en daardoor ontwikkelden er zich dunne podzol-bodems in de begroeide dekzandruggen. Sinds de bronstijd werden de dekzandgebieden vrijwel overal voor landbouw gebruikt. Soms was dit roofbouw en bleven er na enkele oogsten kale zandakkers over, die daarna verstoven. In Oost- en Zuid-Nederland liggen veel oude essen boven op dekzandruggen: dit zijn akkers die eeuwenlang in gebruik zijn gebleven en met mest werden opgehoogd. In nat West- en Noord-Nederland zijn de dekzandlagen vaak overdekt door veen, rivierklei en zeeklei. Het dekzand komt op enige diepte in de ondergrond voor, bijna overal waar geen rivieren of beken lagen.

## Archeologie
Archeologisch onderzoek richt zich vaak op de flanken van dekzandruggen, omdat de mensen daar veelal woonden. De akkers lagen boven op de rug, weilanden lagen in de vochtige en vaak drassige gebieden langs beekjes tussen de ruggen, en de mensen woonden ertussenin, op de flanken. De bovenste grondlaag is daar vaak wat dikker dan bovenop en dus zijn prehistorische lagen minder verstoord.

## Tange
'Tange' is een naam voor een zandrug in hoogveengebied. Er zijn meerdere plaatsen en gehuchten die -tange in de naam hebben, zoals Borgertange, Bourtange, Jipsingboertange, Tange, en Wessingtange.